# Radio-Télévision belge de la Communauté française

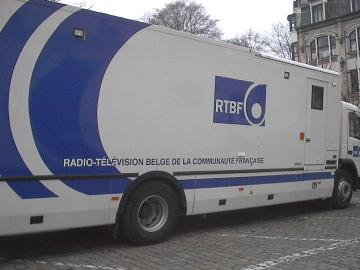
RTBF-truck

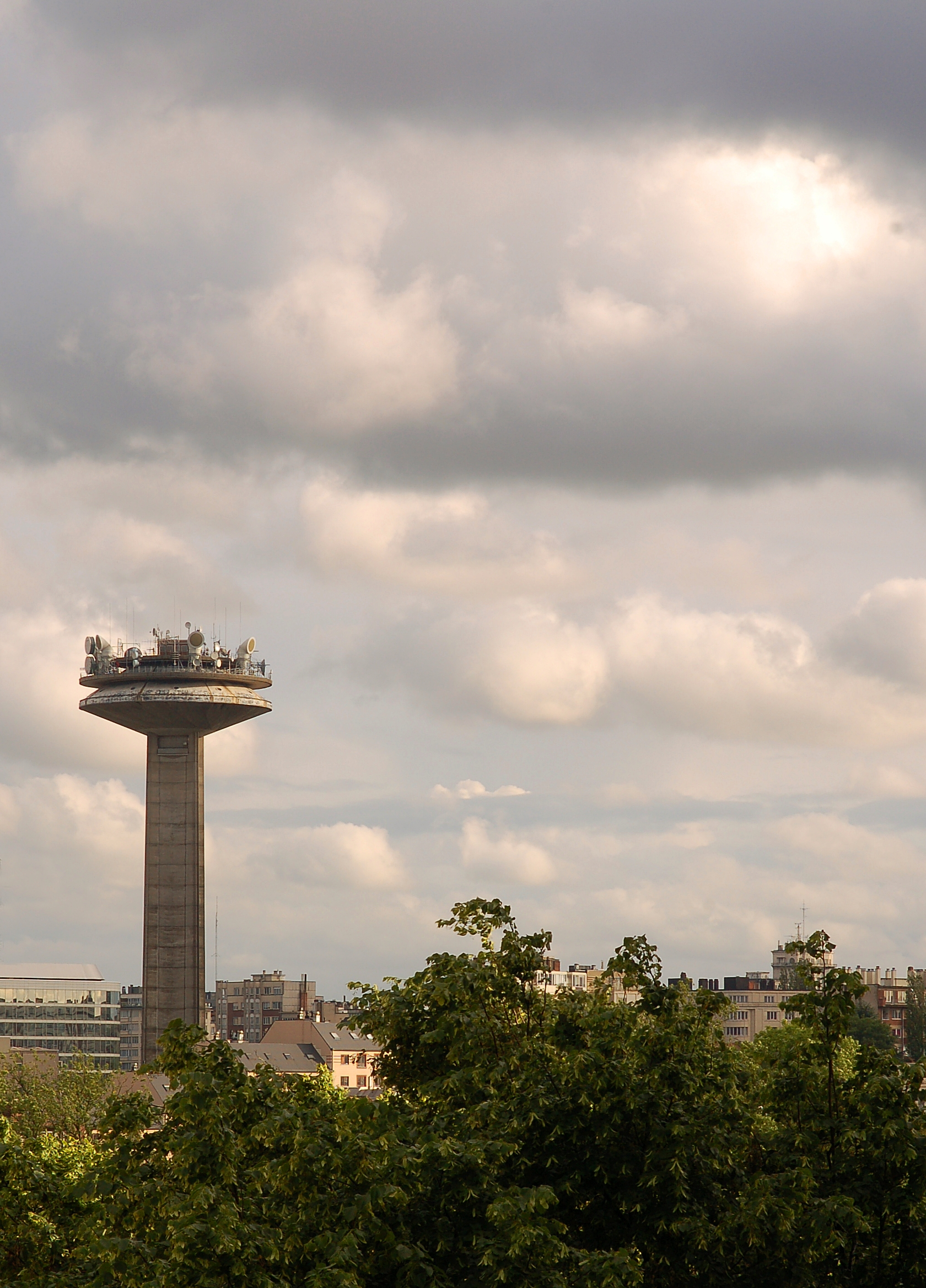
De RTBF/VRT-toren in Brussel

Radio-Télévision belge de la Communauté française (RTBF) (Belgische Radio- en televisieomroep van de Franse Gemeenschap) is de Franstalige publieke omroep, en daarmee de tegenhanger van de Nederlandstalige VRT en de Duitstalige BRF in België. 

## Geschiedenis
De Belgische Franstalige openbare omroep heette van 1960 tot 1977 RTB (Radio-Télévision Belge). Het is de opvolger van het INR (Institut national de radiodiffusion), dat van 1930 (en vanaf 1953 voor de televisie) tot 1960 verantwoordelijk was voor de publieke radio- en televisie-uitzendingen.
In februari 2023 werd de RTBF opgeschrikt door de zelfmoord van een journalist van de nieuwsdienst, waarna vragen gesteld werden over de aandacht voor het welzijn van de werknemers.

## Televisienetten
De RTBF zendt uit op vijf televisienetten (La Une, Tipik, La Trois, TipikVision en ARTE Belgique). Voorheen was er ook RTBF Sat, maar dat werd opgedoekt wegens besparingen binnen de RTBF. La Deux ging op in Tipik, een fusie tussen de tv-zender en radiozender Pure. ARTE Belgique is de facto een overname van de Franse versie van ARTE. Via DVB-T wordt de Franstalige versie van Euronews overgenomen. De omroep bezit ook zes radiozenders: La Première, VivaCité, Musiq3, Tipik, Classic 21, Tarmac, Viva+, Jam en RTBF Mix.

## Andere talen
In tegenstelling tot de VRT, die televisieprogramma's veelvuldig voorziet van ondertitels, zijn uitzendingen van de televisienetten van de RTBF.be bijna uitsluitend in het Frans en worden anderstalige programma's meestal nagesynchroniseerd.